# Habacuc (carte)
Habacuc este o carte din Vechiul Testament atribuită profetului evreu Habacuc (Avacum). Posibil a fost scrisă la sfârșitul secolului al VII-lea î.Hr.. Este a opta carte din cele 12 Profeții Mici (ebr. Trei Asar). Forma ebraică a numelui lui Habacuc este Hăbhaqquq și ar avea sensul de „îmbrățișare”, „cel care îmbrățișează” sau – mai puțin probabil – „luptă/luptător” (cum a tradus Sfântul Ieronim). O copie a capitolelor 1 și 2 (dintr-un total de 3; inclusă în Comentariul lui Habacuc) a fost găsită printre manuscrisele de la Marea Moartă. 